# Ivor Cutler

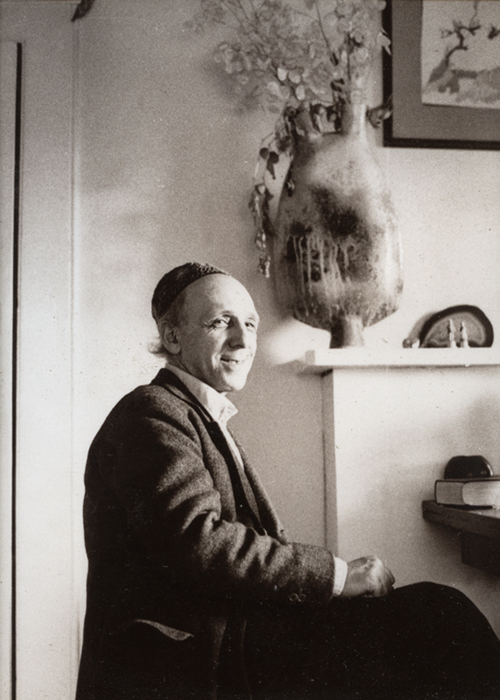
Ivor Cutler in seiner Wohnung in Gospel Oak, Nord-London (1973)

Ivor Cutler (* 15. Januar 1923 in Glasgow in Schottland; † 3. März 2006 in London) war ein britischer Dichter, Songwriter und Komiker. Bekanntheit erlangte er durch seine regelmäßigen Auftritte im Radioprogramm der BBC, durch zahlreiche Aufnahmesessions für John Peels einflussreiche Radiosendung sowie später für die Sendungen von Andy Kershaw. Er wirkte 1967 im Beatles-Film Magical Mystery Tour und 1981 in Neil Innes’ Fernsehserie The Innes Book of Records  mit. Cutler schrieb Bücher für Kinder und Erwachsene, lehrte an A. S. Neills Demokratischer Schule in Summerhill sowie 30 Jahre an innerstädtischen Schulen in London.

## Leben
Ivor Cutler wurde in Glasgow als Kind jüdischer Eltern osteuropäischer Herkunft geboren. Er bezeichnete seine Kindheit als Quelle seiner künstlerischen Ambitionen und erinnerte sich an ein Gefühl des Zurückgesetztseins, als sein jüngerer Bruder geboren wurde:

“Without that I would not have been so screwed up as I am, and therefore not as creative.”

„Ohne das wäre ich nicht so verkorkst geworden wie ich bin und folglich auch nicht so kreativ.“

1939 wurde Cutler nach Annan evakuiert. Er wurde 1942 Navigationsoffizier in der Royal Air Force, wurde aber bald darauf wegen seiner „Verträumtheit“ wieder entlassen. Er zog nach London und wurde Mitarbeiter der Inner London Education Authority, für die er 7- bis 11-jährige Kinder in Musik, Drama und Poesie unterrichtete. Wegen seiner zutiefst humanistischen Einstellung verabscheute er Körperstrafen und nach einem Lehrauftrag in den 1950er Jahren zerschnitt er seine Tawse und verteilte die Stücke in der Klasse. Er war kurzzeitig verheiratet und hatte zwei Kinder.
Cutler war als Exzentriker bekannt, war auffällig gekleidet mit Plus fours und Hüten mit zahlreichen Badges, fuhr meist mit dem Fahrrad und kommunizierte oft mit Aufklebern, auf denen Cutlerisms genannte Sprüche aufgedruckt waren. Einer dieser Sprüche never knowingly understood wurde sowohl von seinen Unterstützern als auch von seinen Gegnern verwendet, andere Sprüche waren Kindly disregard für offizielle Korrespondenz, und to remove this label take it off.
Die Markenzeichen von Cutler waren surreale, bizarre Vergleiche und sein Augenmerk auf die kleinen Details des Lebens, die er in naiv wirkender Sprache beschrieb. Sein Verhalten bei Auftritten wirkte fragil, unsicher und ein wenig gebeugt. Seine Schriften glitten zuweilen ins Launige oder Makabre ab. Viele seiner Gedichte und Lieder sind aus der Perspektive eines Kindes verfasst. Der Humor seiner Werke speist sich aus kindlicher Neugier und den selbstsüchtigen Lügen, die Eltern ihren Kindern erzählen, um sie zur Hausarbeit anzuhalten oder ihre unablässige Fragerei zu unterbinden. Er bezeichnete sich selbst als „heimlichen Musikphilosophen“. Laut eigenen Angaben in einem Interview mit Andy Kershaw in dessen Radiosendung gab er außerdem Privatunterricht in Poesie.

## Musikalische Karriere
In den späten 1950er Jahren begann Cutler, Gedichte und Lieder zu schreiben und hatte seine ersten Radioauftritte bei BBC Home Service, wo er in der Sendung Monday Night at Home zwischen 1959 und 1963 insgesamt 38 mal auftrat. Durch Live-Auftritte, bei denen er seine Lieder spielte und sich auf dem Harmonium begleitet, erlangte er rasche Popularität. Dieser Erfolg führte zur Veröffentlichung einer Reihe von Tonträgern, die mit der 1959er EP Ivor Cutler of Y'Hup begann. Während der 1960er Jahre trat Cutler weiter im Programm der BBC auf. Ein Auftritt in der Fernsehshow Late Night Line-Up machte Paul McCartney auf ihn aufmerksam und er bot Cutler eine Rolle im Beatles-Film Magical Mystery Tour an. Dort spielte der von da an mit McCartney befreundete Cutler den Busschaffner Buster Bloodvessel, der sich leidenschaftlich zu Ringo Starrs Tante Jessie hingezogen fühlte. Nach dem Film nahm Cutler als Ivor Cutler Trio mit Bassist Gill Lyons und Perkussionist Trevor Tomkins 1967 das Album Ludo auf, produziert von Beatles-Produzent George Martin. Auf dem von Traditional Jazz und Boogie-Woogie beeinflussten Album spielte Cutler sowohl Klavier als auch Harmonium, es wird als das traditionellste Album seiner Karriere angesehen. 1969 nahm Cutler die erste Peel Session auf. Über die Auswirkungen dieser Aufnahmen sagte Cutler:

“I gained a whole new audience thanks to Peel. Much to the amazement of my older fans, who find themselves among 16-to-35s in theatres, and wonder where they come from.”

„Dank Peel erreichte ich ein völlig neues Publikum. Sehr zum Erstaunen meiner alten Fans, die sich bei Auftritten zwischen 16- bis 35-jährigen wiederfanden und sich wunderten, woher diese kommen.“

In den 1970er Jahren sang Cutler auf Neil Ardleys Album A Symphony of Amaranths (1972), und Robert Wyatt, ehemaliger Sänger von Soft Machine bat Cutler, Harmonium und Gesang auf zwei Liedern seiner 1974er Albums Rock Bottom zu übernehmen. Die Zusammenarbeit mit Wyatt führte zu einem Plattenvertrag mit Virgin Records und Cutler nahm Mitte der 1970er drei Alben auf: Dandruff (1974), Velvet Donkey (1975) und Jammy Smears (1976). Im Gegenzug coverte Wyatt Cutlers Stück Go and sit upon the grass (vom Album Velvet Donkey) unter dem Titel Grass. Wyatts Version erschien 1981 als Single Grass/Trade Union und 1982 auf der Kompilation Nothing Can Stop Us. Auf allen Tonträgern kombinierte Cutler seine Lieder und Gedichte mit Rezitationen, die von seiner Auftrittspartnerin Phyllis King vorgetragen wurden.
Während dieses Jahrzehnts nutzte Cutler seine Aufnahmen für John Peel, um verschiedene Episoden seiner Serie Life in a Scotch Sitting Room vorzustellen, die 1978 als Grundlage für das Album Life in a Scotch Sitting Room, Vol. 2 dienten (Volume 1 war ein einzelnes Stück auf dem 1974er Album Dandruff) und die als teilweise autobiografisch angesehen wurden, weil Cutler Geschichten aus seiner Kindheit in einer Umgebung voller übertriebenem schottischen Nationalstolz erzählte. Cutler gab dieses Werk auch als Buch heraus, das 1984 mit Illustrationen von Martin Honeysett erschien. Er arbeitete außerdem mit dem Künstler Frances Broomfield an einem illustrierten Lesebuch, das nie vollendet wurde.
Cutler steuerte mit Brooch Boat ein Stück zu dem 1980er Kultalbum Miniatures bei, das von Morgan Fisher produziert und herausgegeben wurde und das ausschließlich aus einminütigen Aufnahmen bestand. In den 1980ern veröffentlichte Rough Trade Records die drei Alben LPs Privilege (1983), Prince Ivor (1986) und Gruts (1986). Cutler veröffentlichte zudem 1983 bei Rough Trade die Single Women of the World, aufgenommen mit Linda Hirst. In den 1990ern weckte er das Interesse von Creation Records, besser bekannt als das Plattenlabel von Oasis. Creation veröffentlichte zwei Alben mit Gedichten und Spoken Word: A Wet Handle (1997) und A Flat Man (1998).
Bei Live-Auftritten begleitete sich Cutler oft auf einem Harmonium. Phyllis King war auf zahlreichen seiner Schallplatten zu hören und trat viele Jahre gemeinsam mit Cutler auf. Für gewöhnlich las sie kurze Sätze, seltener Kurzgeschichten. Das Duo hatte mit King Cutler seine eigene Radiosendung bei der BBC. Cutler arbeitete mit dem Pianisten Neil Ardley und dem Sänger Robert Wyatt zusammen.
Cutler hatte eine treue Fangemeinde. John Peel sagte, dass Cutler wahrscheinlich der einzige Künstler war, der auf allen Rundfunksendern der BBC gleichermaßen zu hören war. Cutler engagierte sich gegen Lärmbelästigung und für Sterbehilfe. 2004 verabschiedete er sich von der Bühne und starb am 3. März 2006. Das Empfangszimmer seines Wohnhauses zeigt eine Sammlung von Besteck aus Elfenbein (englisch ivory cutlery, ein Wortspiel mit seinem Namen).

## Diskografie
- Ivor Cutler of Y'Hup EP (1959)
- Who Tore Your Trousers? (1961)
- Get Away from the Wall EP (1961)
- Ludo (1967)
- Dandruff (1974)
- Velvet Donkey (1975)
- Jammy Smears (1976)
- Life in a Scotch Sitting Room, Vol. 2 (Live, 1978)
- Privilege (1983)
- Prince Ivor (1986)
- Gruts (1986)
- Peel Sessions EP (1989)
- A Wet Handle (1997)
- A Flat Man (1998)
- An Elpee and Two Epees (Kompilation, 2005)

## Bibliografie
Dichtung
- Many Flies Have Feathers (1973). Trigram Press.
- A Flat Man (1977). Trigram Press. ISBN 0-85465-053-9.
- Private Habits (1981). Arc Publications. ISBN 0-902771-89-2.
- LARGE et Puffy (1984). Arc Publications. ISBN 0-902771-70-1.
- Fresh Carpet (1986). Arc Publications. ISBN 0-902771-68-X.
- A Nice Wee Present from Scotland (1988). Arc Publications. ISBN 0-902771-73-6.
- A Fly Sandwich and Other Menu (1991). Methuen. ISBN 0-413-65940-2.
- Is That Your Flap, Jack? (1992). Arc Publications. ISBN 0-946407-76-2.
- A Stuggy Pren (1994). Arc Publications. ISBN 0-946407-94-0.
- A Wet Handle (1996). Arc Publications. ISBN 1-900072-06-8.
- South American Bookworms (1999). Arc Publications. ISBN 1-900072-35-1.
- Scots Wa' Straw (2003). Arc Publications ISBN 1-900072-94-7.

Prosa
- Gruts (1962). Museum Press.
- Cockadoodledon't!!! (1966). Dennis Dobson.
- Life in a Scotch Sitting Room, Vol. 2 (1984). Methuen. ISBN 0-413-73580-X.
- Gruts (1986). Methuen. ISBN 0-413-40810-8.
- Fremsley (1987). Methuen. ISBN 0-413-15540-4.
- Glasgow Dreamer (1990). Methuen. ISBN 0-413-73600-8.

Kinderbücher
- Meal One. Armada Lions.
- Balooky Klujypop. (1975) Heinemann.
- The Animal House. Armada Lions.
- The Vermillion Door (1984). Walker Books.
- The Pomegranate Door (1984). Walker Books.
- Herbert the Chicken (1984). Walker Books.
- Herbert the Elephant (1984). Walker Books.
- Herbert the Questionmark (1984). Walker Books.
- Herbert the Herbert (1984). Walker Books.
- One and a Quarter (1987). ISBN 0-233-98060-1.
- Herbert: 5 Stories (1988). Walker Books. ISBN 0-7445-4778-4.
- Grape Zoo (1991). Walker Books. ISBN 0-7445-2327-3.
- Doris the Hen (1992). Heinemann. ISBN 0-434-93354-6.
- The New Dress (1995). The Bodley Head. ISBN 0-370-31873-0.

Andere
- Befriend a Bacterium: Stickies by Ivor Cutler (1992). Pickpocket Books. ISBN 1-873422-11-3.